# Nodocion rufithoracicus
Nodocion rufithoracicus är en spindelart som beskrevs av Leonard G. Worley 1928. Nodocion rufithoracicus ingår i släktet Nodocion och familjen plattbuksspindlar. Inga underarter finns listade i Catalogue of Life.